# Rosersberg
Rosersberg är en tätort i Sigtuna kommun som ligger mellan Märsta och Upplands Väsby.
Strax utanför tätorten finns Rosersbergs slott, Anstalten Rosersberg (som bytt namn från "Storboda" under 2024), Räddningsskolan i Rosersberg. och ett stort industriområde med bland annat Logistikcenter Stockholm Nord med containerterminal och postterminal.
Kommunfullmäktige har även godkänt att Nordens största äventyrsbadsanläggning inomhus ska byggas intill Rosersbergs villastad, och kommer kompletteras med hotell, restaurang, spa, gym, och utomhusbassänger. Preliminär byggstart är årsskiftet 2020/2021.[källa behövs]
Kommunstyrelsen antog i februari 2021 ett underlag för detaljplanerna för västra Rosersberg, där målet är att Rosersbergs bebyggelse ska dubbleras, och nya skolor ska öppnas.

## Befolkningsutveckling
| Befolkningsutvecklingen i Rosersberg 1950–2020 | Befolkningsutvecklingen i Rosersberg 1950–2020 | Befolkningsutvecklingen i Rosersberg 1950–2020 | Befolkningsutvecklingen i Rosersberg 1950–2020 | Befolkningsutvecklingen i Rosersberg 1950–2020 |
| ---------------------------------------------- | ---------------------------------------------- | ---------------------------------------------- | ---------------------------------------------- | ---------------------------------------------- |
|                                                |                                                |                                                |                                                |                                                |
| År                                             |                                                |                                                | Folkmängd                                      | Areal (ha)                                     |
| 1950                                           | 1950                                           |                                                | 322                                            |                                                |
| 1960                                           | 1960                                           |                                                | 918                                            | 86                                             |
| 1965                                           | 1965                                           |                                                | 1 331                                          | 86                                             |
| 1970                                           | 1970                                           |                                                | 1 476                                          |                                                |
| 1975                                           | 1975                                           |                                                | 1 432                                          |                                                |
| 1980                                           | 1980                                           |                                                | 1 390                                          |                                                |
| 1990                                           | 1990                                           |                                                | 1 617                                          | 117                                            |
| 1995                                           | 1995                                           |                                                | 1 620                                          | 122                                            |
| 2000                                           | 2000                                           |                                                | 1 609                                          | 127                                            |
| 2005                                           | 2005                                           |                                                | 1 641                                          | 127                                            |
| 2010                                           | 2010                                           |                                                | 1 671                                          | 184                                            |
| 2015                                           | 2015                                           |                                                | 1 765                                          | 268                                            |
| 2020                                           | 2020                                           |                                                | 1 829                                          | 314                                            |
|                                                |                                                |                                                |                                                |                                                |

## Samhället
I Rosersberg finns flera villaområden, lägenhetsområden, food court-område, samt ett expansivt logistik- och industriområde. 
Rosersbergs villastad expanderar ännu, många bygglov för villor har beviljats under de senaste åren[när?], och planer finns för att bygga ut med två nya lägenhetsområden med villor, bostadsrätter och hyresrätter. Byggstart för de nya lägenheterna förväntas under de närmaste åren och kommer innebära en nästan fördubbling av Rosersbergs lägenhetsbestånd.
I Rosersberg finns livsmedelsaffär, pizzerior, tobaksaffär med atg-ombud och postservice, frisersalong, kontorslokaler, husvagnsuppställning, motell, samt bilverkstad. I det närliggande slottsområdet finns även café, hotell, konferens, och flera badplatser.
I anslutning till Rosersbergs villastad ligger Rosersbergs food court, med ett tiotal restauranger av varierande standard. Food courten ligger i anslutning till bensinmackar, uppställningsplatser för lastbilar, servicehallar, och tvärs över gatan från food courten finns två idrottshallar, en gräsplan, samt en konstgräsplan.
Rosersbergs logistik- och industriområde, som är beläget på den västra sidan av Rosersbergs pendeltågsstation, är en av Sveriges största logistikcentraler med företag som Bonnier, Nokian, DHL, Dustin, Lidl, Ericsson, PostNord, BASF m.fl.
Råbergsskolan ligger centralt i Rosersberg. Här finns låg- och mellanstadium. De närliggande högstadieskolorna och gymnasieskolorna finns i Märsta och Upplands väsby. I och med närheten till Stockholm går även många ungdomar på gymnasieskolor i innerstan. I Rosersberg finns både privata och kommunala förskolor och kommunen har beslutat att bygga ut den kommunala förskolan för att göra plats för fler barn när Rosersberg växer. Förskolan förväntas bli dubbelt så stor som idag. Det finns också bibliotek och hembygdsförening.
Intill Rosersberg ligger flera hästgårdar, med ridskolor och ridsport.

## Kollektivtrafik
Rosersberg har dels ett antal busslinjer i SL:s nät, dels en pendeltågsstation på Märstagrenen i Stockholms pendeltågsnät.

## Näringsliv

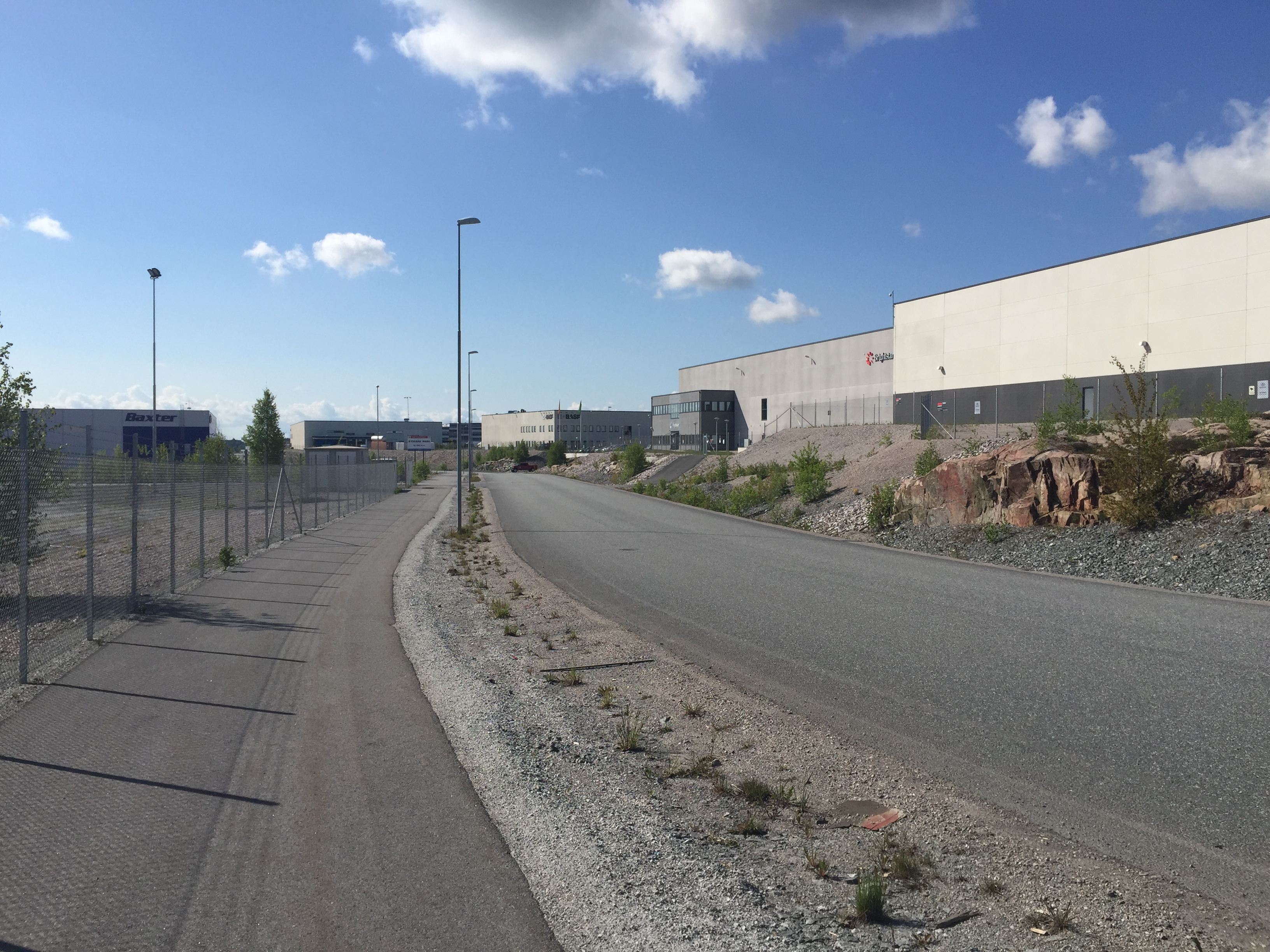
Rosersbergs industriområde

Rosersberg håller på att utvecklas till ett logistikcentrum  mellan Stockholm och Uppsala, med närhet till Arlanda. Trafikverket har byggt en ny trafikplats på E4  och bygger en överlämningsbangård  för järnvägstransporter till en ny kombiterminal och Postens nya postterminal, som skall ersätta terminalerna i Uppsala och Tomteboda.
Dessa stod klara 2014. I oktober 2013 invigde dagligvarukedjan Lidl sitt nya centrallager i Rosersbergs industriområde. 2020 bestämdes att även Åhléns kommer att uppföra ett centrallager i Rosersberg , som beräknas stå klart 2022.[uppföljning saknas]

## Sevärdheter

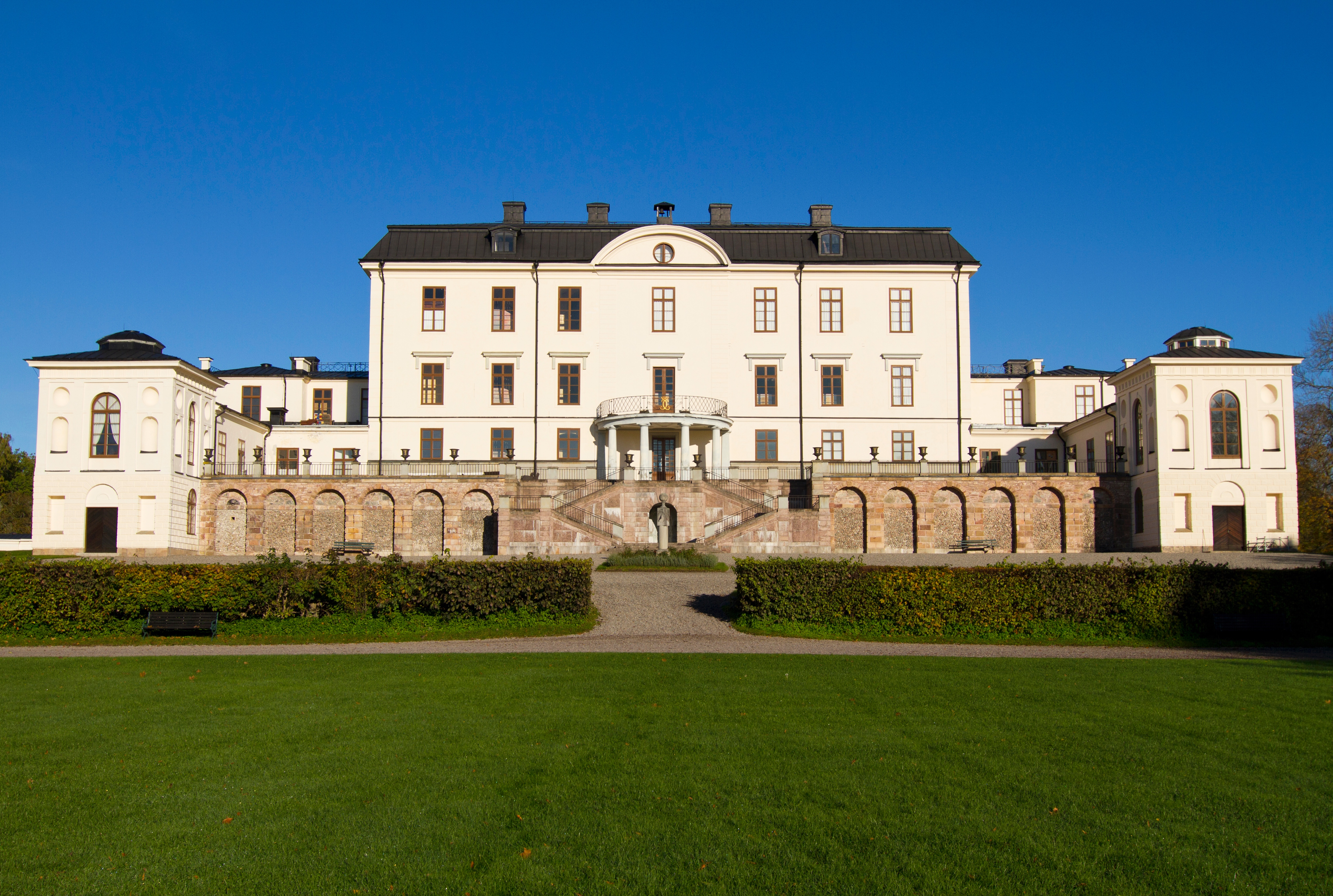
Rosersbergs slott

Rosersbergs slott byggdes av familjen Oxenstierna mellan 1634 och 1638. Rosersbergs slott blev kungligt 1762 när det kom i Karl XIII ägo (då hertig). Den kung som senast bott på slottet var Karl XIV Johan. På Rosersbergs slott åt den etiopiske kejsaren Haile Selassie lunch med kung Gustaf VI Adolf som värd i samband med en mycket stor militäruppvisning den 17 november 1954 när kejsaren besökte Sverige.
Rosersbergs slott och Skånelaholms slott ligger vid sjöarna Mälaren respektive Fysingen.

## Idrott
Rosersbergs IK är Rosersbergs största idrottsförening och erbjuder aktiviteter inom bland annat fotboll, innebandy och handboll. En fotbollsplan, en konstgräsplan och två idrottshallar, Rosershallen och Råbergshallen ligger vid Råbergsskolan. Rosersberg har också en skytteförening, motionsspår, ridverksamhet och två badplatser (en vid Mälaren och en vid Fysingen).

## Kända personer från Rosersberg
- Ulf Isaksson
- Henrik Schyffert
- Håkan Södergren